# سگ دشتی مکزیکی
سگ دشتی مکزیکی (نام علمی: Cynomys mexicanus) نام یک گونه از سرده سگ دشتی است.